# João Luz
João Luz (né à Lisbonne, le 14 octobre 1970) est un copilote de rallye et de Tout-terrain portugais. Il a participé à plusieurs championnats nationaux, championnats d'Espagne ainsi qu'au Paris Dakar Le Caire 2000 au côté de Carlos Sousa.

## Carrière
Il a débuté dans la compétition en 1993 à bord d'un UMM.
En 1998, Il fait en simultané le championnat portugais des rallyes à bord d'une Mitsubishi et celui de Tout-terrain à bord d'un Nissan Terrano. Cette même année, il obtient le titre de vice-champion des rallyes, catégorie navigateur.
En 1999, il participe au championnat portugais de Tout-terrain au côté de Carlos Sousa et devient champion national, catégorie navigateur.
En 2000, durant le Paris Dakar Le Caire, il remporte la 1re et la 6e étape avec Carlos Sousa au volant d'un Mitsubishi Strakar. C'est la première fois qu'un équipage 100 % portugais remporte deux étapes du rallye-raid le plus célèbre du monde. Lors de la 13e étape, ils sont victimes d'un terrible accident dont João Luz ressort paraplégique.
Après une absence de deux ans, João Luz revient à la compétition au début de l'année 2002 en disputant le championnat national à bord d'une Citroën Saxo.
Actuellement, João Luz  est le seul copilote paraplégique portugais au monde licencié et courant en rallye et Tout-terrain.
En 2005, il reprend le départ du Dakar sur un Mitsubishi Pajero mais abandonne sur incident mécanique.
Encore récemment, en 2010, il participe à une série de tests de l'équipe Citroën en Algarve, au sud du Portugal, comptant pour la préparation du rallye du Portugal et sert de copilote à Dani Sordo, second pilote après Sebastien Loeb, sur la Citroën C4 WRC.

## Palmarès
1996, 1er de sa catégorie au Baja Sagres 500
1997, 1er de sa catégorie au Rallye de l'Algarve
1998, Vice-champion national des rallyes - Navigateur (groupe N)
1998, 1er Trophée Nissan Terrano II au Baja 1000
1999, 5e au Rallye du Portugal (groupe N)
1999, Champion national absolu de Tout-terrain - Navigateurs
2000, 1er de 2e et de la 6e étape du rallye Paris-Dakar-Le Caire 
Unique navigateur portugais à avoir tenu la tête de l'épreuve 
Unique navigateur portugais à vaincre des étapes
2002, 3e au rallye de l'Algarve (Trophée Saxo) 
2003, 1er au classement général du rallye Tout-terrain de Mancuela (championnat d'Espagne)
2003, 1er au classement général du rallye de l'Algarve
2007, 5e du championnat régional des rallyes du sud du Portugal
2008, 1er au classement général du rallye de Portimão